# 内藤忠辰
内藤 忠辰（ないとう ただとき、生没年不詳）は、幕末の幕臣。通称、茂之助。
嘉永7年（1854年）1月、納戸頭より佐渡奉行となり、同5月6日に着任。通称をのちに新十郎と改名。知行は200石、役料1500俵百人扶持。安政6年（1859年）まで在勤したと思われる。その後、普請奉行に転任した。